# What We're All About
What We're All About (It's What We're All About in alcune edizioni) è un singolo del gruppo musicale canadese pop punk Sum 41, pubblicato il 17 aprile 2002.

## Descrizione
Il brano è stato inserito nella colonna sonora del film Spider-Man. 
La canzone è una versione differente di Dave's Possessed Hair/It's What We're All About, contenuta in Half Hour of Power. Vede inoltre la partecipazione del chitarrista degli Slayer Kerry King, che esegue un assolo prima dell'ultimo ritornello. In un'intervista di alcuni anni dopo al musicista thrash metal, questi dichiarerà di essere stato convinto dalla sua etichetta a partecipare al brano, dopo aver rifiutato l'offerta una decina di volte.

## Video musicale
Il video ufficiale mostra il gruppo cantare la canzone insieme a numerose persone in uno studio ed è alternato da alcune scene del film Spider-Man. Nel video, diretto da Marc Klasfeld, è presente anche Kerry King.

## Tracce
CD
1. It's What We're All About
2. Handle This (Live Version)

Maxi CD (Europa)
1. It's What We're All About (The Original Version)
2. Handle This (Live Version)
3. Nothing on My Back (Live Version)
4. Rhythms (Live Version)

Maxi CD (Australia)
1. What We're All About (The Original Version)
2. Motivation
3. Makes No Difference
4. Rhythms (Live Version)

## Formazione
Sum 41
- Deryck Whibley - voce, chitarra ritmica
- Dave Baksh - chitarra solista, voce
- Jason McCaslin - basso, cori
- Steve Jocz - batteria, voce

Altri musicisti
- Kerry King - assolo di chitarra

## Classifiche
| Classifica (2002) | Posizione massima |
| ----------------- | ----------------- |
| Australia         | 63                |
| Germania          | 91                |
| Irlanda           | 23                |
| Italia            | 45                |
| Paesi Bassi       | 71                |
| Regno Unito       | 32                |
| Svizzera          | 43                |